# Isole Pitcairn
Le isole Pitcairn (in inglese Pitcairn Islands; in pitcairnese Pitkern Ailen) sono un arcipelago composto da quattro isole vulcaniche, situato nell'oceano Pacifico meridionale, a metà strada tra la Nuova Zelanda e il Cile, precisamente a sud-est della collettività d'oltremare francese della Polinesia Francese. Il nome deriva da quello dell'isola di Pitcairn, l'unica isola abitata e dove si trova il capoluogo Adamstown/Adamstaun. Con il nome ufficiale di Pitcairn, Henderson, Ducie and Oeno Islands sono l'unico territorio d'oltremare britannico nell'Oceano Pacifico (ex colonia britannica).
Le isole sono conosciute per essere la patria degli ammutinati del Bounty e delle loro mogli tahitiane, evento raccontato in numerosi libri e film. Questa eredità è ancora evidente dai cognomi di molti dei loro abitanti. Nel 2017 la popolazione era composta da 49 abitanti (tutti residenti nella capitale Adamstown).
Le isole Pitcairn sono inserite nella lista dell'ONU dei territori non autonomi.

## Caratteristiche
Le lingue ufficiali sono l'inglese e il pitcairnese (pitkern), quest'ultimo è una lingua creola.
L'isola Henderson (Henderson Island/Ailen) è inserita nel patrimonio dell'umanità dell'UNESCO.

## Geografia

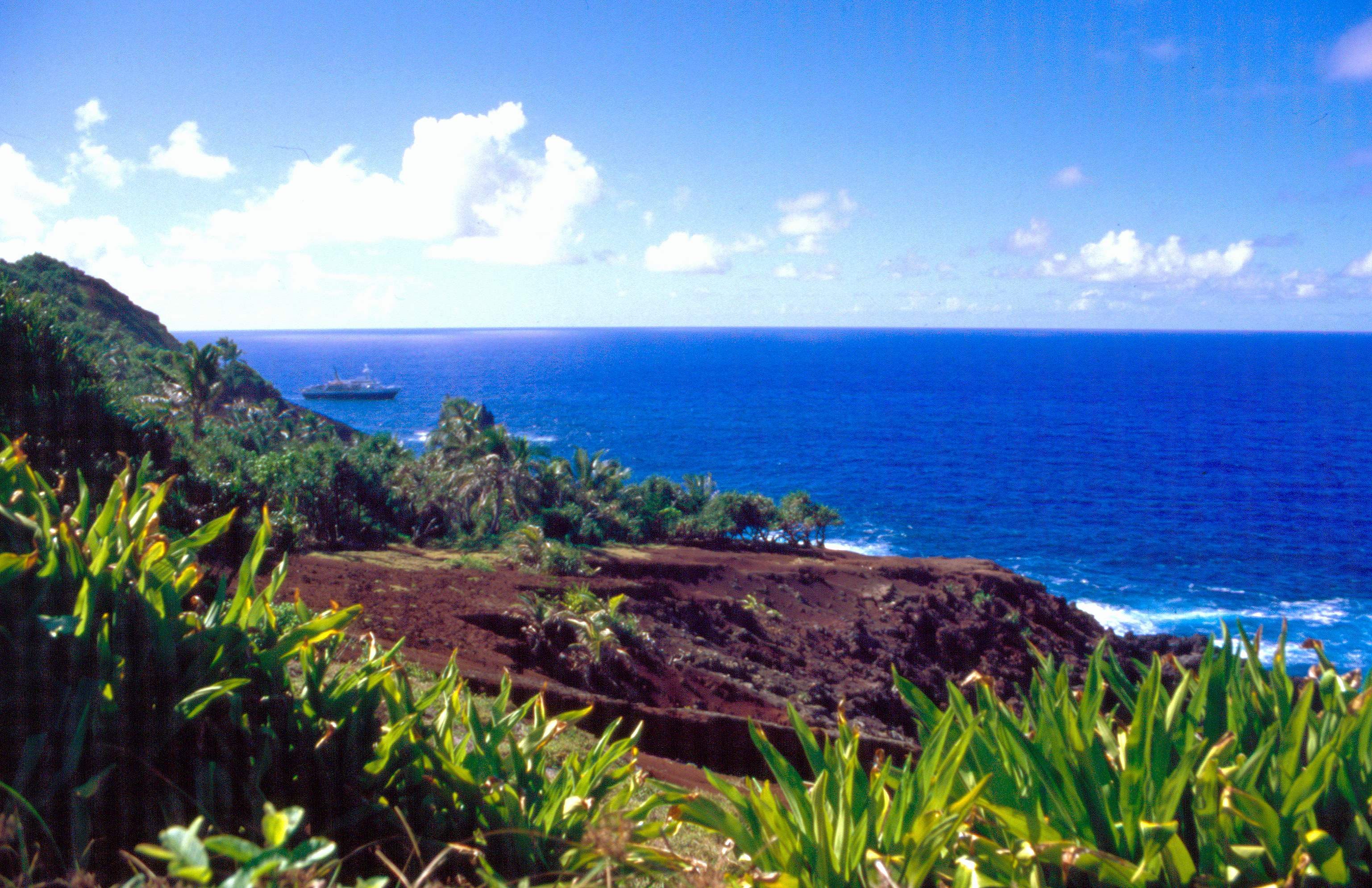
St. Paul Point sull'isola Pitcairn

Le isole sono situate nell'oceano Pacifico meridionale a sud del Tropico del Capricorno, a circa due terzi della rotta coperta dagli albatros quando migrano dall'Australia all'America meridionale. Le isole di Pitcairn costituiscono il più remoto possedimento britannico: distano 5.300 km dalla Nuova Zelanda e si trovano circa a metà strada tra questa e il Cile.
Le terre più vicine sono l'isola di Pasqua e le remote isole sud-orientali della Polinesia francese, gli arcipelaghi di Tuamotu e di Gambier.
L'isola di Pitcairn si estende su appena 4,6 km². Fanno formalmente parte dell'arcipelago anche le isole disabitate di Henderson, Ducie, Sandy e Oeno, la più lontana delle quali dista 300 km da Pitcairn. L'arcipelago è raggiungibile solo via mare, in due giorni da Tahiti e in otto dalla Nuova Zelanda. Pur essendo abitata, Pitcairn non dispone di nessun porto naturale. Le rare navi che portano posta e cibo devono ancorarsi al largo, dove sono raggiunte da un'imbarcazione a remi messa in acqua dagli uomini dell'isola.
Il monte principale è il Pawala Valley Ridge (347 m).

### Isole
L'arcipelago è composto da un'isola, un atollo composto da una sola isola e altri due atolli composti da isolotti minori:
| Atollo/Isola               | Nome nativo | Popolazione stanziale | Superficie km² | Laguna km² | Coordinate             |
| -------------------------- | ----------- | --------------------- | -------------- | ---------- | ---------------------- |
| Ducie (atollo)             | Fenua-manu  | -                     | 0,7            | 3,9        | 24°40′09″S 124°47′11″W |
| Henderson (atollo)         | Henderson   | -                     | 37,3           | 37,3       | 24°22′01″S 128°18′57″W |
| Oeno (atollo)              | Oeno        | -                     | 0,65           | 16,65      | 23°55′26″S 130°44′03″W |
| Pitcairn (isola vulcanica) | Pitkern     | 48                    | 4,6            | 4,6        | 25°04′00″S 130°06′00″W |
| Totale                     |             | 48                    | 43,25          | 62,45      |                        |

### Clima
Le isole Pitcairn sono caratterizzate da un clima tropicale, le temperature medie mensili sono comprese tra i 18 °C di agosto (inverno), e i 24 °C di febbraio (estate).

Luglio e agosto sono i mesi più secchi e novembre il più umido, ma le precipitazioni sono distribuite piuttosto uniformemente lungo tutto l'arco dell'anno.

## Storia

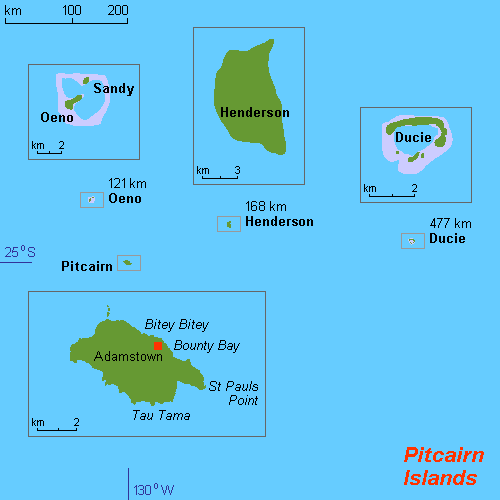
Carta delle isole Pitcairn

Probabilmente i polinesiani si insediarono, temporaneamente, su Pitcairn circa 3.500 anni fa e gli archeologi ritengono che tra il XII e il XV secolo d.C. sull'isola vi fosse un insediamento stabile polinesiano. In quell'epoca si intrattenevano vivaci scambi commerciali tra Pitcairn, Henderson - che in passato era abitata - e Mangareva, un'isola situata nell'attuale Arcipelago Gambier, nella zona sud-orientale della Polinesia francese. Di questi primi insediamenti ci sono rimasti siti funerari contenenti scheletri umani, petroglifi, forni scavati nella terra, asce in pietra e altri manufatti, ma nessuno è certo della provenienza originaria dei primi abitanti di Pitcairn. Probabilmente l'isola era importante per la sua cava, da cui si estraeva la pietra per produrre le asce. Nonostante le minuscole dimensioni dell'isola, il suo fertile terreno vulcanico era (ed è tuttora) in grado di garantire il sostentamento di un insediamento stanziale. Nel 1606, quando l'esploratore portoghese Pedro Fernandes de Queirós giunse in queste acque durante la sua personale ricerca dell'El Dorado e scoprì Henderson, quest'isola, e presumibilmente anche Pitcairn, erano deserte.

## Economia

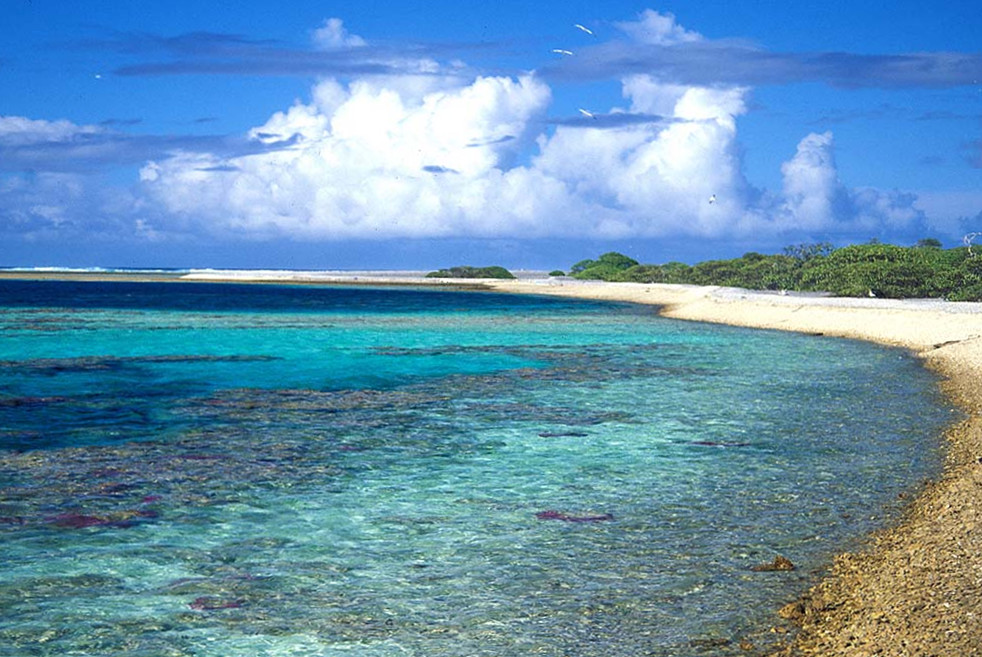
Spiaggia di Ducie

La moneta locale è il dollaro neozelandese. Fino al 2003 le principali fonti di entrata consistevano nella vendita di francobolli e di domini ".pn"; il progressivo calo di queste entrate ha fatto sì che l'economia locale sia sempre più dipendente dai sussidi statali.
Altre piccole entrate arrivano dalla vendita di pesce, prodotti agricoli e manufatti in legno alle navi di passaggio; i prodotti agricoli sono soprattutto miele, frutta e verdura.
I piani di sviluppo dell'isola prevedono di incentivare la promozione dell'isola come meta turistica.

## Politica
Essendo un territorio britannico non indipendente, formalmente il capo dello Stato è re Carlo III, rappresentato dall'alto commissario per la Nuova Zelanda e governatore non residente di Pitcairn, Iona Thomas.
Il potere legislativo è esercitato da un Consiglio dell'isola formato da 10 membri, la metà dei quali è eletta dalla popolazione locale. Non esistono partiti. Tradizionalmente l'isola veniva amministrata da un magistrato locale. Nel 1999 è stata istituita la carica di sindaco, ricoperta fino all'ottobre 2004 da Steve Christian. Dopo la sua condanna a tre anni di carcere per atti sessuali contro minori, Christian – che aveva rifiutato di dimettersi – è stato deposto dal Consiglio, che ha nominato al suo posto la sorella Brenda Christian finché non saranno indette elezioni formali. La Christian è diventata così la prima donna a guidare l'isola nei suoi 214 anni di storia.

## Società

### Demografia

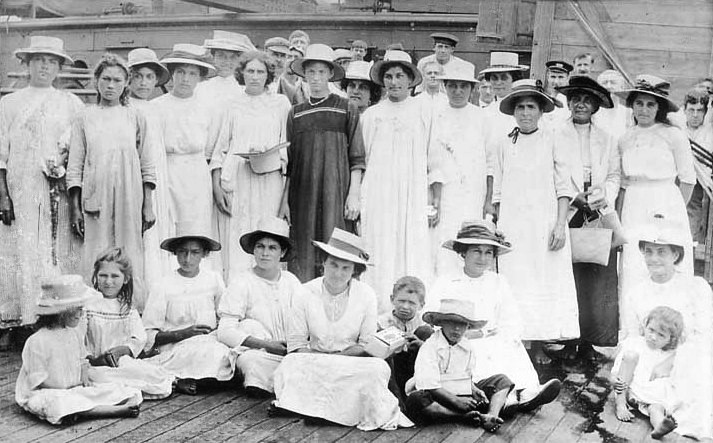
Abitanti delle Pitcairn nel 1916.

La popolazione di Pitcairn ha raggiunto il suo massimo di 250 abitanti nel 1936 ed è scesa fino a 48 nel 2012. Nel 1856 l'emigrazione verso Norfolk Island rese le isole Pitcairn disabitate. Nel 1859 il primo gruppo tornò da Norfolk Island.
Abitanti censitiAnno0501001502002501790185919361986199420022010Popolazione

### Religione

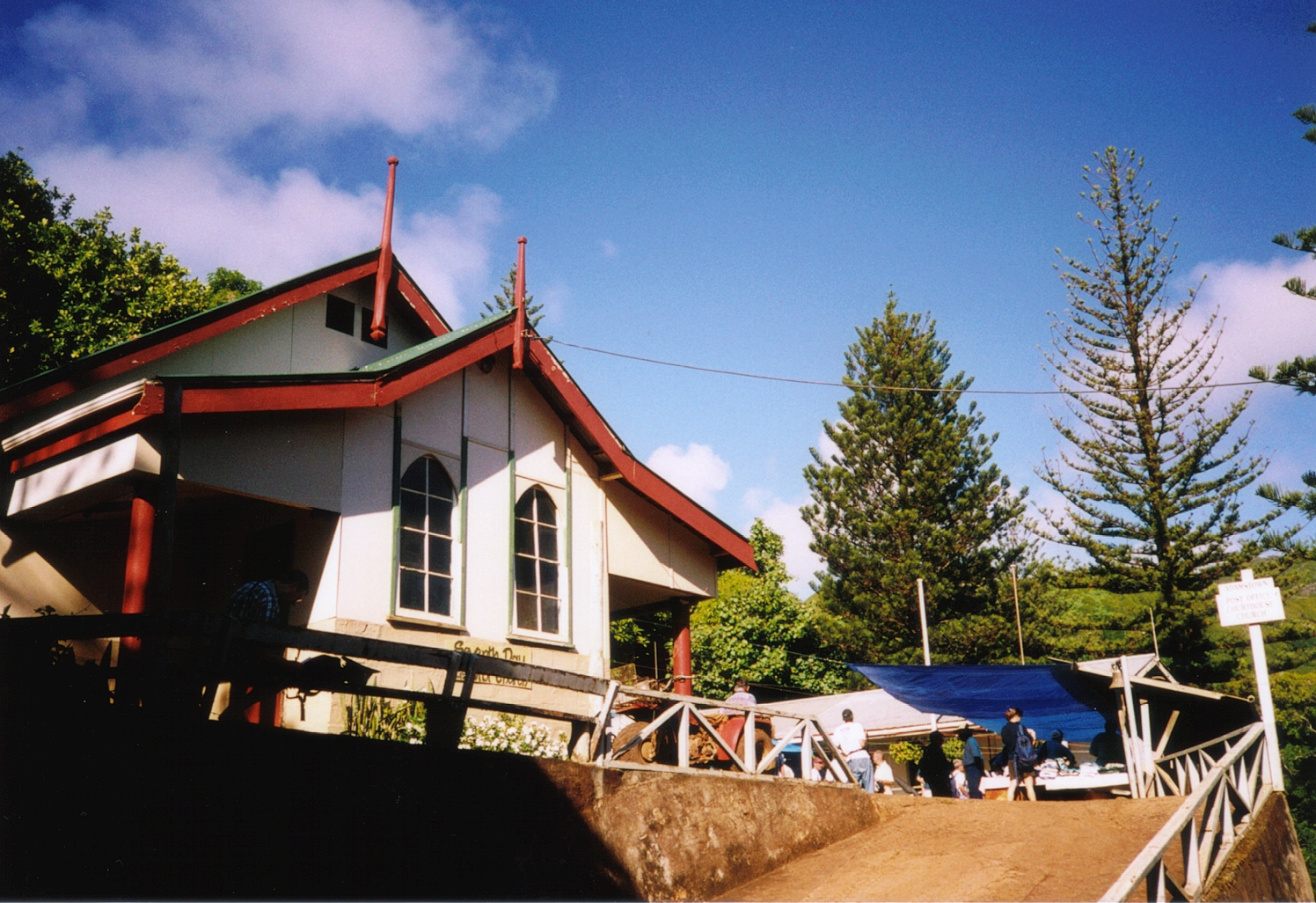
Chiesa di Adamstown

Tutti gli abitanti sono membri dal 1886 della Chiesa cristiana avventista del settimo giorno, dopo che tutti gli abitanti lasciarono la Chiesa anglicana. È presente una sola chiesa ad Adamstown dove è conservata la Bibbia del Bounty.

### Lingue
Quasi tutti gli abitanti parlano inglese e il pitcairnese, lingua creola derivata dall'inglese con influenze dal tahitiano.
Nel 2002 36 dei 48 abitanti parlavano il pitcairnese.

## Le isole dell'arcipelago

### Isola di Henderson

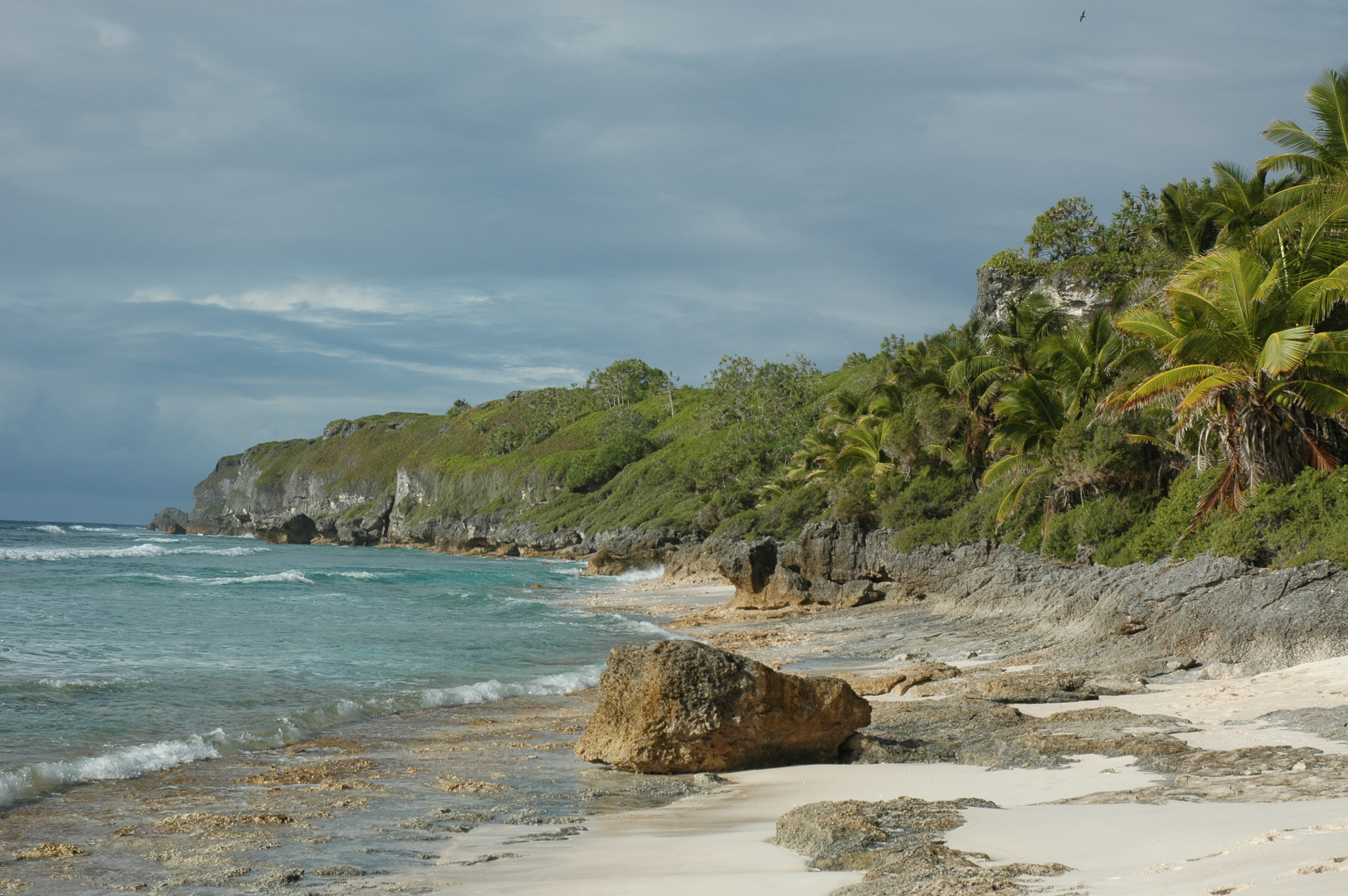
La scogliera dell'isola di Henderson

L'Isola di Henderson è la più vasta delle quattro Isole Pitcairn. Nel 1988 è stata dichiarata Patrimonio dell'Umanità dall'UNESCO grazie alla sua rara avifauna e ai depositi di fosfati intatti. L'isola si trova 168 km a nord-est di Pitcairn e la sua superficie è quasi otto volte maggiore di quella dell'isola principale. La sua superficie, emersa per l'azione di tre vulcani sottomarini - l'Adams, lo Young e il Bounty - è circondata per due terzi da una barriera corallina di recente formazione. Le sue scogliere alte 15 m sono costituite dalla vecchia barriera corallina e i coralli fossilizzati da cui è formata l'isola. L'interno dell'isola è ricoperto di dense macchie di cespugli, ma poiché a Pitcairn sono stati abbattuti tutti gli alberi di miro, ogni tanto gli isolani si recano a Henderson per raccogliere i pochi alberi che ancora vi crescono.
Henderson è abitata da quattro specie endemiche di uccelli terrestri: il rallo di Henderson (Nesophylax ater, una specie di trampoliere chiamato anche pollo di Henderson), il singolare lorichetto di Stephen (Vini stepheni), il piccione frugivoro di Henderson (Ptilinopus insularis) e l'uccello canoro di Henderson (Acrocephalus vaughani taiti).
Sull'isola nidificano nove specie di uccelli marini e sei altre specie sono state occasionalmente avvistate; ogni tanto giungono a Henderson anche alcune tartarughe verdi marine in cerca di un luogo dove deporre le uova. Quando la marea lo consente, in una grotta situata nella zona settentrionale dell'isola una sorgente emette acqua dolce. Nel secolo scorso alcune persone sopravvissute a un naufragio hanno trovato nella grotta degli scheletri umani.

### Isola di Oeno
L'isola di Oeno è situata 140 km a nord-ovest di Pitcairn ed è costituita da un atollo corallino formato da due isole principali e tre isolotti minori circondati da una laguna racchiusa nella barriera corallina.
Scoperta nel 1819 dal capitano Henderson della Compagnia britannica delle Indie orientali le venne dato il nome Oeno solo cinque anni dopo da alcuni balenieri americani. Ad Oeno nel 1839 naufragò la Bowden, il capitano e l'equipaggio raggiunsero Pitcairn sulla scialuppa della nave. Durante le operazioni di salvataggio uno degli isolani contrasse la febbre tifoide e, una volta a casa, trasmise l'infezione che uccise 13 persone.
L'isola è sporadicamente visitata dagli abitanti di Pitcairn.
Sull'isola di Oeno nidificano numerose specie di uccelli marini, l'isola è stata dichiarata Important Bird Area.

### Isola di Ducie
Ducie è un atollo situato circa 470 km a est di Pitcairn ed è composto da quattro isolotti: Acadia, Pandora, Westward e Edwards, che racchiudono una laguna.
Nel 1791, il capitano Edwards che navigava al comando della HMS Pandora alla ricerca degli ammutinati del Bounty si imbatté nell'atollo e gli diede il nome attuale in onore di Francis Reynolds-Moreton, III barone Ducie, ufficiale di marina che era stato suo comandante.
L'isola principale, Acadia, è popolata da lucertole, in seguito all'eradicazione del ratto polinesiano, avvenuta nel 1997, vi nidificano indisturbati decine di migliaia di uccelli marini, l'isola è stata dichiarata Important Bird Area.
Sull'atollo non crescono palme e la vegetazione è limitata a due specie di arbusti. Anche Ducie ha assistito ad alcuni naufragi, come quello del 1881 che vide la ciurma dell'Acadia, incagliata nella barriera dell'isola, raggiungere con due scialuppe l'isola di Pitcairn.

## Trasporti
Tutti i coloni delle isole Pitcairn sono arrivati via mare. L'isola di Pitcairn non ha un aeroporto, una pista d’atterraggio né un porto marittimo; gli isolani si affidano a delle lance per trasportare persone e merci tra le navi in visita e la riva, attraverso la baia di Bounty. L’accesso al resto della costa è reso difficile dalla presenza di rocce frastagliate. L'isola dispone di un solo porto poco profondo con una rampa di lancio accessibile solo da piccole lance.
Una nave cargo e passeggeri appositamente noleggiata dal governo delle Isole Pitcairn, la MV Claymore II, è stata fino al 2018 il principale mezzo di trasporto da Mangareva, nelle isole Gambier della Polinesia Francese. Nel 2019, la nave è stata sostituita dalla MV Silver Supporter.
L'aeroporto di Totegegie, a Mangareva, è raggiungibile in aereo dalla capitale della Polinesia Francese, Papeete ed è distante circa 1.500 km. Quindi per raggiungere Pitcairn è necessario prendere un volo regionale da Papeete a Mangareva di Air Tahiti e Mangareva la nave MV Silver Supporter che può portare 12 passeggeri e il viaggio da Mangareva a/r costa 6.000 dollari neolazendesi (circa 3.000 euro). La distanza tra Mangareva e Pitcairn è circa 540 km percorsi in circa 30 ore di navigazione. 
C’è una sola strada asfaltata lunga 6,4 chilometri che sale dalla baia di Bounty fino ad Adamstown.
I principali mezzi di trasporto nelle Isole Pitcairn sono i quad a quattro ruote motrici e gli spostamenti a piedi.

## Educazione
Ad Adamstown è presnete una scuola dal 1864, la scuola ha una insegnante e serve per i bambini da 5 ai 14 anni gestita dal governo britannico che segue il ciurriculum neozelandese, gli abitanti di Pitcairn possono in seguito continuare gli studi in Nuova Zelanda distante 5.000 km dall'isola.

## Ambiente
Con la legge di bilancio del 2015, il Regno Unito ha annunciato la creazione della più grande riserva marina al mondo (830 000 km²) nell'area gravitante intorno all'arcipelago.